# Șevcenkî, Zinkiv
Șevcenkî (în ucraineană Шевченки) este un sat în comuna Kîrîlo-Hannivka din raionul Zinkiv, regiunea Poltava, Ucraina.

## Demografie
Componența lingvistică a localității Șevcenkî
     Ucraineană (98,29%)
     Rusă (1,71%)
Conform recensământului din 2001, majoritatea populației localității Șevcenkî era vorbitoare de ucraineană (98,29%), existând în minoritate și vorbitori de rusă (1,71%).